# Джук-джойнт

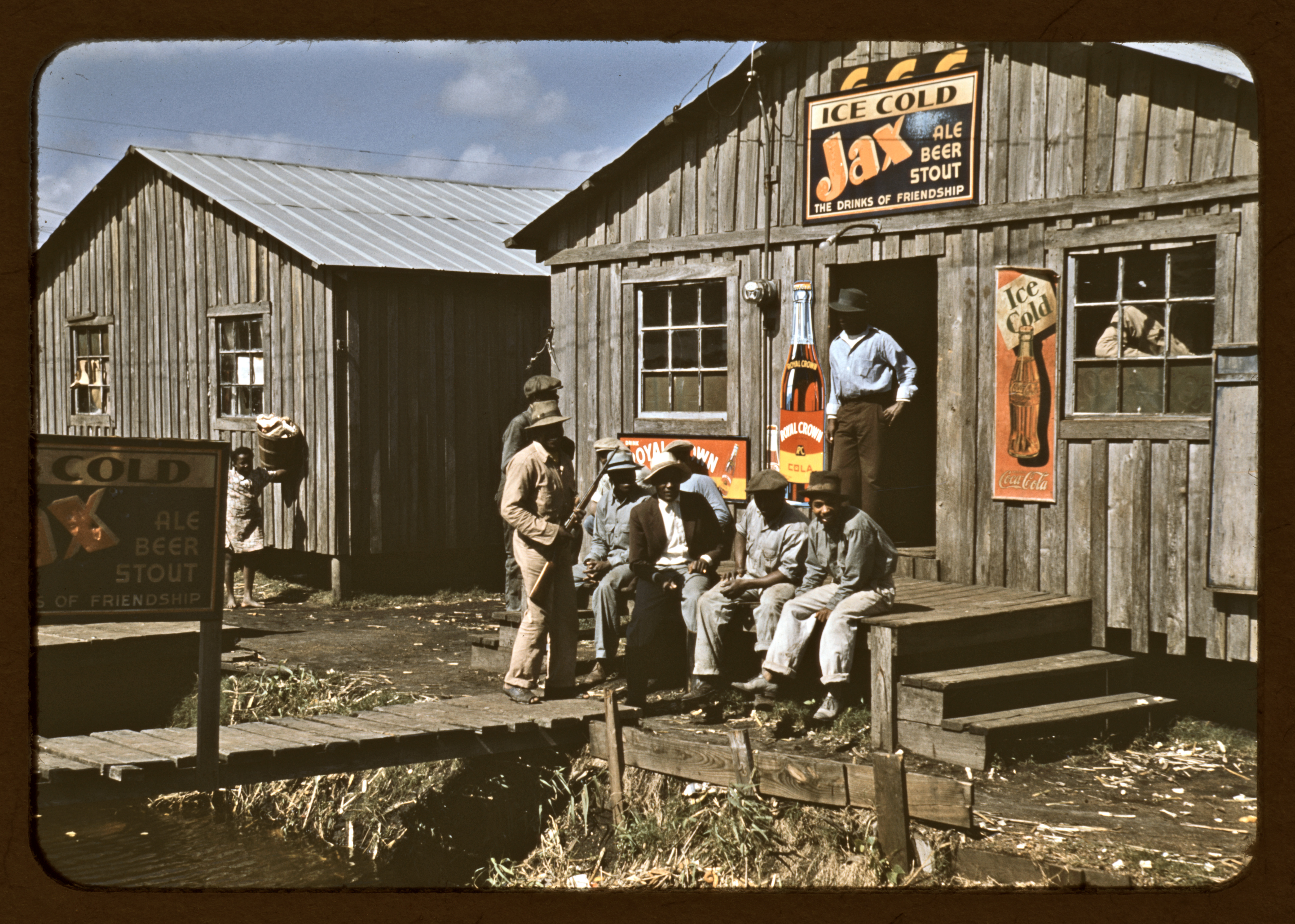
Внешний вид джук-джойнта в Белль-Глейд, фото Мэрион Поуст, 1944 год

Дансинг в джук-джойнте близ Кларксдейла, штат Миссисипи, 1939 год

Джук-джойнт (juke joint, jook joint, [dʒuːk dʒɔɪnt]) — американские дешёвые бары, дансинги, придорожные забегаловки с музыкальными автоматами; часть блюзовой культуры южных штатов. В основном владельцами и посетителями джук-джойнтов были негры, проживающие на юго-востоке США. Джук-джойнт обычно располагался в арендованном здании, а не в построенном специально для него.
Классические джук-джойнты можно было встретить на провинциальных перекрёстках после победы аболиционистов.
Рабочим с плантаций и испольникам требовалось место для общения и отдыха после тяжёлой работы, так как они не могли развлекаться вместе с белыми по законам Джима Кроу. В джук-джойнтах, зачастую расположенных в ветхих домах или жилых зданиях, негры могли перекусывать, курить, пить алкогольные напитки, танцевать и играть в азартные игры. Владельцы джук-джойнтов также иногда продавали самогон и продукты питания или предоставляли дешёвый ночлег.

## История
Джук-джойнты, вероятно, появились из комнат для встреч, которые иногда строили на плантациях для увеселения рабов. Данная практика распространилась на лесопилки и другие рабочие лагеря в начале XX века, там строили таверны, где работники пили и играли в азартные игры. Зачастую джук-джойнт считали способом привлечь работников в отсутствие баров и других увеселительных заведений. В джук-джойнтах, которыми владели компании, управляющие присматривали за посетителями, кроме того, так часть денег возвращалась в компанию. Во время действия сухого закона стали появляться независимые джук-джойнты, которые обычно не называли этим словосочетанием; они носили названия типа «Lone Star» или «Colored Cafe». Зачастую они работали только в выходные. Джук-джойнты, возможно, были первыми местами с частным пространством чёрных. Пол Оливер считает, что джук-джойнты — это «последнее пристанище, крайний бастион для чёрных, которые хотели уйти от белых и от ежедневных проблем».
На дансингах танцевали в основном жанры от джиги и рила (в то время этими словами называли любые «дикие», то есть быстрые танцы) до «хиллбилли» и олд-тайм. В первые годы XX века самым популярным инструментом южных музыкантов была скрипка, на втором по популярности месте стояло банджо, которое сменила гитара, получив широкую распространённость в 1890-х годах.

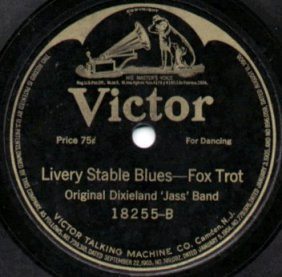
Этикетка граммофонной пластинки на 78 об/мин с записью «Livery Stable Blues — Fox Trot» (1917)

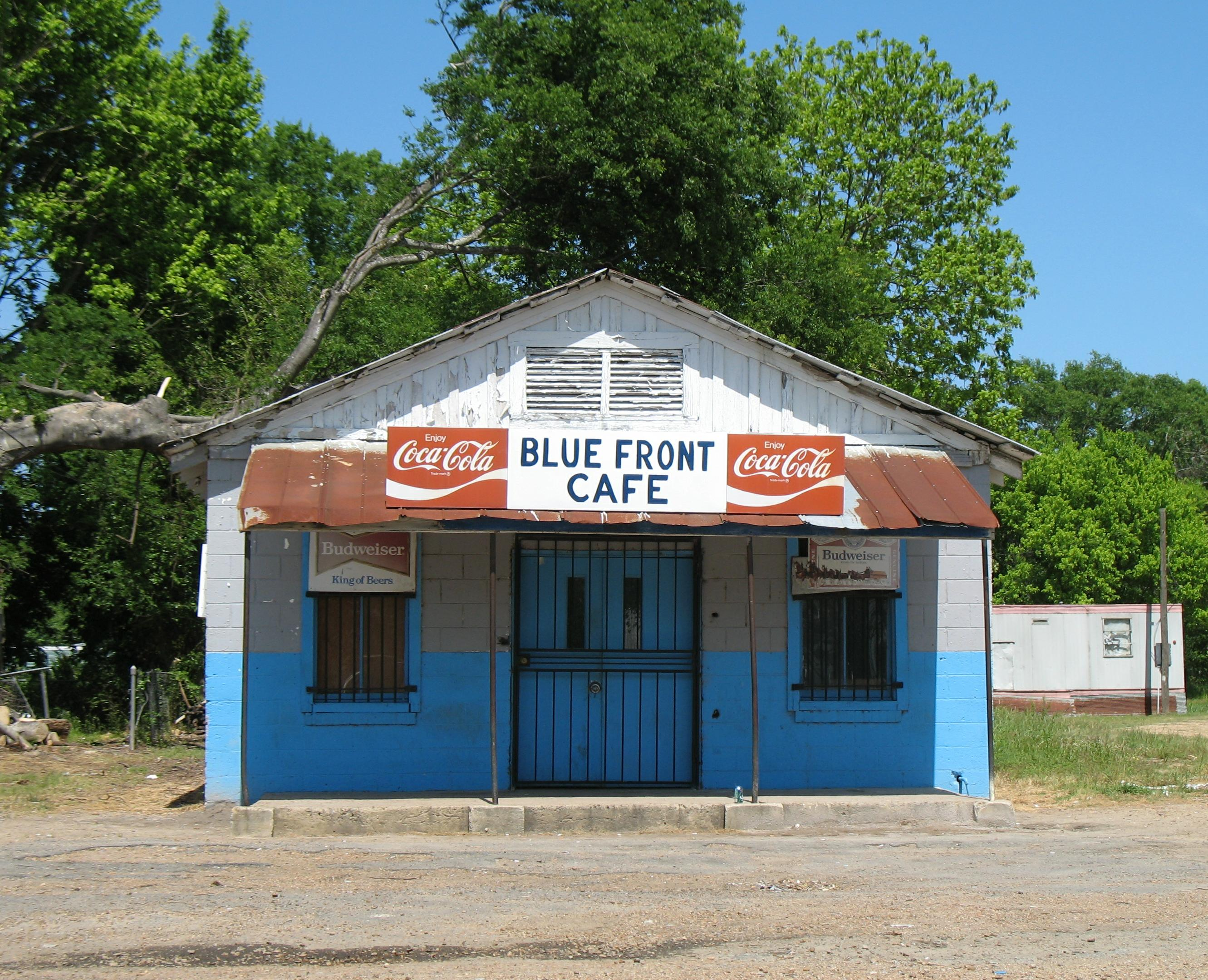
Blue Front Cafe

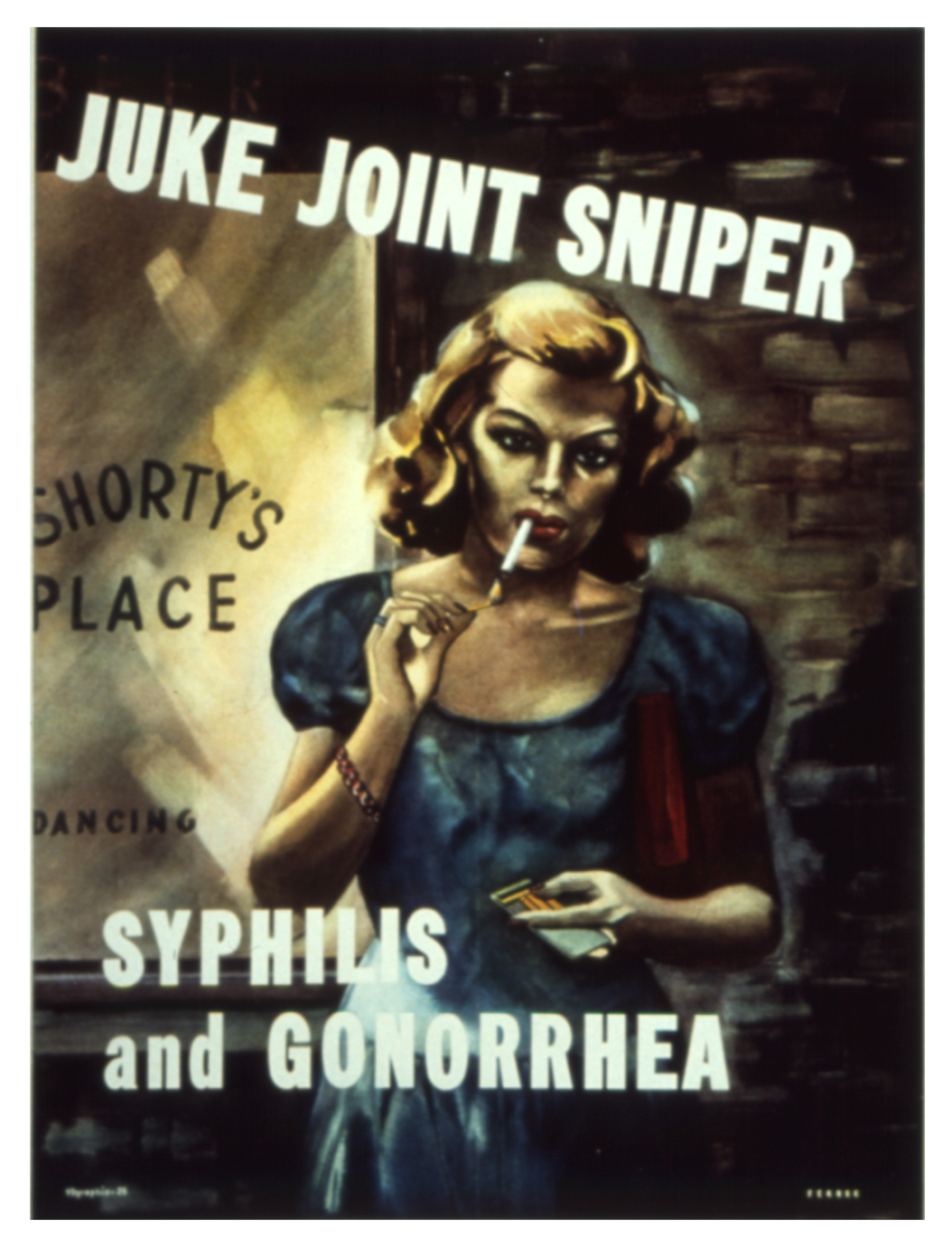
«Juke Joint Sniper — сифилис и гонорея». Американский «антивенерический» плакат, 1942.

Первой музыкой в джук-джойнтах был чёрный рэгтайм (всю старую негритянскую музыку называли рэгтаймом), буги-вуги конца 1880-х и 1890-х, а затем — блюз, джазовые импровизации, музыка сельского юга (вплоть до Чикаго после Великой миграции чёрных). Музыку обычно характеризовали как «шумную» и «похабную». Танцы эволюционировали от массовых до парных и индивидуальных. Некоторые чёрные, желавшие получить одобрение белых, ругали «аморальность толпы в джуках».
Вплоть до появления викторолы и музыкальных автоматов в джук-джойнтах находилось от одного до трёх музыкантов. В больших городах типа Нового Орлеана в джук-джойнты нанимали струнные трио и квартеты.
На границе XIX и XX века жанры ещё не были оформлены, поэтому у исполнителей были невиданные возможности по их смешению и наложению.
Пол Оливер, описывая свой визит в один из джук-джойнтов близ Кларксдейла, где он был единственным белым, говорит о джук-джойнтах как о «непривлекательных, ветхих, разрушающихся лачугах», зачастую настолько маленьких, что там могло танцевать лишь несколько человек. Внешний дворик был полон мусора. Внутри джук-джойнт был пыльным и грязным, например, на стенах грязь доходила посетителям до плеча.
В 1934 году антрополог Зора Хёрстон предприняла первую попытку описать культурную роль джук-джойнтов и их сами; джук-джойнты занимают важную роль в её исследованиях афроамериканского фольклора:

Негритянские джуки (…) — это примитивные сельские эквиваленты ночных клубов, в которых рабочие с лесопилок отдыхали вечером, глубоко в лесах.
Оригинальный текст (англ.)the Negro jooks…are primitive rural counterparts of resort night clubs, where turpentine workers take their evening relaxation deep in the pine forests— What is a Jook Joint?
Первые исполнители блюза, в том числе Роберт Джонсон, Сон Хаус, Чарли Пэттон и многие другие, путешествовали от одного джук-джойнта к другому, живя на бесплатные обеды и чаевые.
Многие из первых джук-джойнтов закрылись в XX веке по социоэкономическим причинам. Один из немногих существующих и поныне в дельте Миссисипи — Po' Monkey's: это обновлённая лачуга испольщика, построенная, вероятно, в 1920-е, которая была переоборудована в джук-джойнт. В Po' Monkey’s играет живой блюз, а по четвергам проходит семейный вечер. Об этом джук-джойнте часто пишут в статьях о Дельте.
Blue Front Cafe — другой исторический джук-джойнт, построенный из бетонита в Бентонии. Он сыграл важную роль в становлении блюза в регионе. В 2006 году он ещё работал.
В 2008 году также работал джук-джойнт «Smitty’s Red Top Lounge» в Кларксдейле.

## Городские джук-джойнты
Питер Гуральник пишет, что многие чикагские джук-джойнты не имели собственного названия, называясь по адресу. Музыканты и певцы выступали без объявления, а публика почти не хлопала им. Гуральник пишет о том, как побывал в джук-джойнте «Florence» в 1977 году. Там было темно и накурено, посетители занимались своими делами, а музыка играла фоном. В заведении после недавней стрельбы имелись некоторые меры безопасности, в частности, у двери находилась сирена. В тот день во «Florence» играл Мэджик Слим с группой the Teardrops, еле помещаясь на эстраде.
Катрина Хаззард-Гордон писала, что «хонки-тонк» были первой городской разновидностью джук-джойнтов, а само слово «хонки-тонк» стало обозначать стиль музыки.

## Наследие
Атмосфера джук-джойнтов вдохновила множество крупных коммерческих заведений, включая сеть House of Blues, клуб и кафе «308» в Индианола, а также клуб Ground Zero в Кларксдейле. Традиционные джук-джойнты вытесняют новые виды развлечений, в частности, казино. В Кларксдейле с 2004 года проводят фестиваль джук-джойнтов.